# Bruno Boni
Bruno Boni (ur. 13 maja 1915 w Cremonie, zm. 30 marca 2003 w Vescovato) – włoski wioślarz, brązowy medalista olimpijski.
Wystąpił na igrzyskach olimpijskich w Londynie w 1948, gdzie wspólnie z Felice Fanettim wywalczył brązowy medal w dwójkach bez sternika. W finale o 10,4 sekundy przegrali z Brytyjczykami, a o 7,6 lepsza była osada Szwajcarii. Był to jego jedyny start olimpijski.
Ponadto na mistrzostwach Europy Amsterdamie w 1949 wywalczył brązowy medal.